# Ноу-хау
Ноу-хау (от англ. know how — «знать как») или секрет производства — это сведения любого характера (производственные, технические, экономические, организационные и другие), о результатах интеллектуальной деятельности в научно-технической сфере и о способах осуществления профессиональной деятельности, имеющие действительную или потенциальную коммерческую ценность вследствие неизвестности их третьим лицам, если к таким сведениям у третьих лиц нет свободного доступа на законном основании и обладатель таких сведений принимает разумные меры для соблюдения их конфиденциальности, в том числе путём введения режима коммерческой тайны . Ноу-хау могут быть предметом купли-продажи или использоваться для достижения конкурентного преимущества над другими субъектами предпринимательской деятельности.
Это определённый набор информационных подходов, включающих формулы, методы, схемы и наборы инструментов, необходимых для успешного ведения дела в какой-либо области или профессии. В некоторых юрисдикциях сюда включены патенты, а также любая другая конфиденциальная информация, способная обеспечить превосходство над конкурентами. Результат творческой (эвристической) деятельности.
Совокупность различных знаний и опыта (научного, технического, производственного, административного, финансового, коммерческого или иного характера),
которые ещё не стали всеобщим достоянием.

## Основные сведения
Как правило, под ноу-хау подразумевают новшества, имеющие коммерческую ценность в силу неизвестности иным лицам, причём в отношении этих инноваций приняты разумные меры для соблюдения их конфиденциальности (в том числе, путём введения режима коммерческой тайны). В высокотехнологичной экономике ноу-хау составляет ключевую часть активов компании.
В соответствии с международным законодательством, для монопольного использования некоторой инновации можно использовать один из двух методов защиты — патент или коммерческую тайну. Цель у патента и коммерческой тайны одинаковая — не допустить использования инновации конкурентами и получить выгоду от монопольного использования. Но методы защиты принципиально отличаются: патентование подразумевает раскрытие сведений и дальнейшую (предоплаченную авторами) защиту со стороны закона, в том числе право запрещать иным лицам использовать такое же решение без согласия держателя патента под угрозой судебного преследования. А коммерческая тайна подразумевает защиту при помощи тайны. Сведения никому не раскрываются, но в случае разглашения или независимого открытия иным лицом запретить использование такого способа (технического решения) уже невозможно. Права на ноу-хау действуют до тех пор, пока сохраняется конфиденциальность. Иногда для защиты монопольных прав на технологию используются оба метода: патентом защищают самые общие технологические параметры (так называемый «зонтичный патент»), а остальные тонкости производства хранят в режиме коммерческой тайны.
Часто договор о передаче ноу-хау называют беспатентной лицензией, по которой передаются сведения технического, организационного, экономического и другого характера, по различным причинам не получившие правовой (патентной) охраны на территории действия соглашения. Так как важнейшим свойством ноу-хау является его неизвестность третьим лицам, то обеспечение конфиденциальности соглашения о передаче ноу-хау является необходимым условием договора о передаче ноу-хау. Другим существенным условием договора о передаче ноу-хау, как правило, является запрещение выдачи сублицензий лицензиатом. Содержание использования ноу-хау определяется соглашением сторон.
Правовой режим ноу-хау (секрета производства) в России задаётся главой 75 «Право на секрет производства (ноу-хау)» Гражданского кодекса РФ и законом РФ «О коммерческой тайне» Архивная копия от 1 мая 2006 на Wayback Machine.

## Практика применения ноу-хау
В современных условиях обычно используется комплексная защита инноваций: авторы получают патент (чаще — пакет патентов) без раскрытия наиболее оптимальных параметров или режимов технического решения и к ним прилагают пакет ноу-хау, содержащий сведения о таких параметрах и режимах, который страхует авторов от несанкционированного применения инновации в странах, где не осуществляется патентная защита, а также от похищения изобретений государством (например, для приоритетных нужд военно-промышленного комплекса).